# Mansa (Zambia)
Mansa es la capital de la provincia de Luapula, en Zambia, y cabeza del distrito de Mansa. Toma su nombre de un jefe local y de un pequeño río que fluye al oeste del río Luapula. En época colonial recibía el nombre de Fort Rosebery.
La ciudad está enclavada en un paraje lleno de ríos, cascadas, lagos y humedales, en una llanura entre el río Luapula y el lago Bangweulu. Mansa tiene funciones administrativas y comerciales, en parte gracias a su situación en la encrucijada entre las minas de cobre del país, Zaire, Chembre, Kawambwa y la carretera (pavimentada, lo que es raro en África) que pasa por el valle del Luapula. 
Uno de los atractivos de la región son los saltos de agua. Mansa está a unos 32 kilómetros de las cataratas Mumbuluma, uno de los monumentos naturales de Zambia, y a unos 60 de las cataratas Musonda.